# Playcenter
Playcenter foi um parque de diversão brasileiro, localizado na cidade de São Paulo. Inaugurado em 27 de julho de 1973, foi o primeiro grande parque de São Paulo fundado com base nos parques das grandes cidades dos Estados Unidos e da Europa. Localizava-se em uma área de 85 mil m²; o parque recebia em torno de 1,6 milhão de pessoas anualmente. O Playcenter encerrou suas atividades no dia 29 de julho de 2012.
O parque funcionava durante os meses de baixa temporada (janeiro a junho) de quinta-feira a domingo, sendo quintas e sextas-feiras aberto exclusivamente para escolas e excursões. Durante a alta temporada (julho a dezembro) o parque funcionava de terça-feira a domingo.
Com a construção do Hopi Hari (encomendada pelos próprios donos do Playcenter), o parque teve alguns de seus recordes batidos das atrações: Turbo Drop, Boomerang, Evolution, Waimea, Looping Star entre outros.

## História

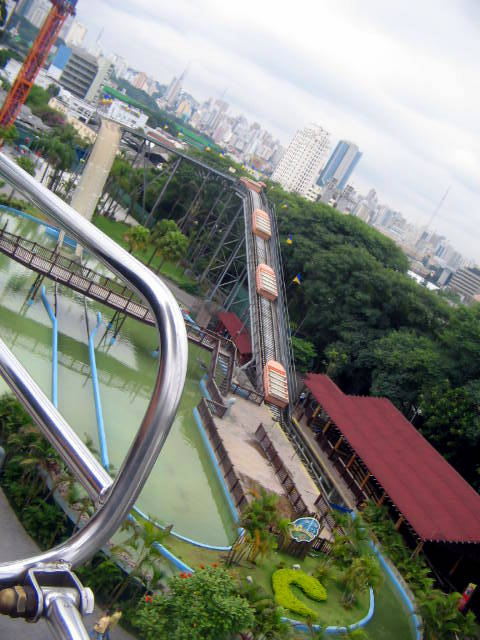
Waymea, uma das atrações do parque

Inicialmente, o Playcenter era nome de um tobogã inaugurado em 1971 na cidade de São Paulo pelo empresário Ricardo Amaral. O brinquedo foi construído no quarteirão formado pela  Avenida Brigadeiro Luís Antônio, Avenida Mal. Albuquerque Lima, Rua Jundiaí e Rua Manuel da Nóbrega, em frente ao Ginásio do Ibirapuera. Além do tobogã, o antigo parque possuía outras atrações, como o Mini-Bang, a Escada Maluca e a Cama Elástica.No mesmo ano, o empresário boliviano Marcelo Gutglas passou a dividir o local com uma montanha russa metálica (a primeira no Brasil) importada da Itália chamada Ciclone. Com isso, o parque passou a ter uma área de 12 mil m².Posteriormente, Gutglas comprou o tobogã e a marca Playcenter de Amaral e alugou um terreno na região da Barra Funda, em frente à Marginal Tietê.
As portas do novo Playcenter, um dos primeiros grandes parques de diversões do Brasil, foram abertas em São Paulo, em 27 de julho de 1973. Nesse primeiro ano, o parque ocupava 32 mil m² de área, tinha 150 funcionários e 15 atrações, entre brinquedos giratórios, teleférico, splash e a Super Jet, a primeira montanha-russa de aço do país.O empreendimento pioneiro logo se tornou cartão postal da cidade. Além dos brinquedos, fizeram sucesso também apresentações como o Orca Show, uma apresentação de acrobacias de golfinhos e baleias em um tanque (1985 a 1986). As Nandu (macho) e Samoa (fêmea) ficaram conhecidas por serem as primeiras orcas utilizadas em shows no Brasil. Elas foram capturadas na Islândia e possivelmente eram irmãs.
No parque também havia o Show dos Ursos, em que "ursos" animatrônicos cantavam e dançavam. Em 1988, foi realizada a primeira edição das Noites do Terror, que se transformaria no evento mais rentável do parque a partir da década de 1990.
O parque da Marginal foi criado por Marcelo Gutglas, inspirado nos grandes parques de diversões da Europa e dos Estados Unidos da década de 70. Com o passar dos anos, foram incorporadas à lista de atrações montanhas russas mais modernas.
Em 1997, a GP Investments, que detinha 50% das ações do empreendimento, assumiu o controle da empresa. Apesar da aposta, o setor de parques de diversões como um todo decepcionou investidores nos anos seguintes, principalmente por conta da forte desvalorização do Real em 1999, e o Playcenter estava no meio da crise. Em dezembro de 2001, o parque tinha uma dívida de 145,3 milhões de reais.
A controladora decidiu, em 2002, vender o empreendimento, e Gutglas, que estava afastado desde 1997, retomou a direção com o objetivo de revitalizar o parque, que não recebia investimentos desde 1998. Sua estratégia envolveu contenção de gastos, ampliação de eventos e mudança de foco do público dos adolescentes para a família, além da compra de novos brinquedos. Entre os cortes de custos, estava uma parte do terreno que em 2004 foi devolvido ao antigo dono para saldar dívidas com aluguéis. Com isso, o Playcenter, que em seu auge chegou a ter uma área de 120.000 m², passou a ter 85.000 m².

### Expansões
A primeira expansão do grupo veio em 1981 com a criação da Playland. Inaugurada inicialmente no Barra Shopping, no Rio de Janeiro, este modelo de parque como uma área de lazer dentro de shoppings rapidamente se popularizou e espalhou pelo Brasil, com grande atrativo de público pelo mix de atrações disponíveis (videogames, simuladores, pequenas atrações mecânicas, etc).
Inaugurado em 1994, o Playcenter Pernambuco marcou a expansão da marca pelo território nacional, sendo a primeira unidade fixa fora do estado de São Paulo. Construído em um terreno de 60 mil metros quadrados entre Recife e Olinda, no estado do Pernambuco, o parque contou com mais de 20 atrações de grande porte e recebia cerca de 450 mil pessoas por ano. O parque foi vendido em 2002 a um grupo italiano para quitação de uma dívida, foi renomeado como Mirabilandia e se mantém como o único parque de diversões fixo no nordeste brasileiro.
Em 1996, o grupo anunciou a construção de um novo parque com área total de 760 mil metros quadrados na região de Serra Azul entre as cidades de Vinhedo e Itupeva. O empreendimento, chamado inicialmente de Playcenter Great Adventure, traria um novo conceito ao país, com áreas temáticas e um misto de atrações radicais e familiares. A expectativa de abertura do novo parque era para 1998, mas por conta de embargos na construção, o atraso contribuiu para a dívida que o Grupo Playcenter contraiu e posteriormente a crise financeira que o país enfrentou com a desvalorização do Real, o projeto foi finalizado em 1999 pela GP Investments com o retrabalho da temática do parque que resultou na criação do Hopi Hari.

### Encerramento da operação
O Grupo Playcenter anunciou em março de 2012 que o parque encerraria suas atividades no dia 29 de julho do mesmo ano. Em julho de 2013, após uma reforma e adoção de modelo inédito no Brasil, baseado em parques como a Legoland e o Nickelodeon Universe, o grupo inauguraria um novo empreendimento, afirmando que o novo parque seria voltado ao público infantil, com atrações temáticas, educacionais e interatividade. A quantidade de frequentadores seria limitada de 12 mil para 4,5 mil pessoas por dia. Segundo o grupo, uma pesquisa feita em São Paulo apontou uma carência de espaços onde os pais possam brincar com seus filhos, que originou o novo conceito para o parque. Porém, a reforma prometida não aconteceu. Hoje, boa parte do terreno na Marginal Tietê onde abrigou o Playcenter está ocupado por empresas, estacionamentos, prédios comerciais e um prédio residencial.Segundo Marcelo Gutglas, o grupo chegou a negociar com a prefeitura de Olímpia (interior de São Paulo) em 2015 para a construção do novo parque, mas não houve avanços. 

## Playcenter Family
O novo parque voltado ao público infantil foi criado em um espaço bem menor (5000 m²) que o terreno do antigo Playcenter, transformando a Playland, localizada no Shopping Aricanduva em São Paulo, no parque Playcenter Family, inaugurado em 4 de janeiro de 2018. O empreendimento conta com dez atrações mecânicas, mais de 100 videogames e simuladores além de quatro salões e um teatro com capacidade para 150 pessoas. Com o grande sucesso do novo formato, há forte expectativa da expansão do modelo.
Atrações do novo parque
- Arcades
- Auto Pista (Bate-bate)
- Carrossel
- Clip'n Cilmb (Parede de escalada)
- Barca Pirata
- Disk'o (Mega Disk'O de fabricação da Zamperla)
- Dragon (Mini montanha russa)
- Kid Play (playground com tobogãs e piscina de bolinhas)
- Lolly (Atração no estilo chapéu mexicano)
- Samba Ballon
- Sky Tower (Mini torre de queda acelerada)